# Eleição municipal de Abaetetuba em 2016
A eleição municipal da cidade brasileira de Abaetetuba em 2016 ocorreu em 2 de outubro para eleger um prefeito, um vice-prefeito e 15 vereadores para a administração da cidade paraense. A prefeita incumbente, Francineti Carvalho, do PSDB, que, por ser reeleita em 2012, não pôde concorrer novamente ao cargo.
As movimentações pré-campanha ocorrem num contexto de crise política envolvendo um pedido de impeachment do segundo mandato da presidente Dilma Rousseff, do PT.
Como a cidade não possui mais de 200 mil eleitores, não existiu a possibilidade de realização de um segundo turno. Caso o município tivesse este número de votantes, a eleição deveria ser decidida no dia 30 de outubro, pois o eleitorado abaetetubense elegeu o vereador Alcides Negrão, do PMDB, com menos de 50% dos votos válidos.

## Regras
No decorrer do ano de 2015, o Congresso Nacional aprovou uma reforma política, que fez consideráveis alterações na legislação eleitoral. O período oficial das campanhas eleitorais foi reduzido para 45 dias, com início em 16 de agosto, o que configurou em uma diminuição pela metade do tempo vigente até 2012. O horário político também foi reduzido, passando de 45 para 35 dias, com início em 26 de agosto. As empresas passaram a ser proibidas de financiarem campanhas, o que só poderá ser feito por pessoas físicas.
A Constituição estabeleceu uma série de requisitos para os candidatos a cargos públicos eletivos. Entre eles está a idade mínima de 21 anos para candidatos ao Executivo e 18 anos ao Legislativo, nacionalidade brasileira, pleno exercício dos direitos políticos, pelo menos um ano de domicílio eleitoral na cidade onde pretende candidatar-se, alfabetização e filiação partidária até o dia 2 de abril de 2016.
A propaganda eleitoral gratuita em Abaetetuba começou a ser exibida em 26 de agosto e terminou em 29 de setembro. Segundo a lei eleitoral em vigor, nos municípios com mais de 200 mil eleitores, caso o candidato mais votado receber menos de 50% +1 dos votos, é estabelecido o sistema de dois turnos; como a cidade de Abaetetuba ainda não atingiu este índice, não existe tal hipótese.

## Candidaturas
O prazo para os partidos políticos realizarem as convenções partidárias destinadas à definição de coligações e escolha dos candidatos aos cargos de prefeito, vice-prefeito e vereador iniciou em 20 de julho e encerrou no dia 05 de agosto. Já o prazo para protocolar o registro de candidatura dos escolhidos nas convenções se encerrou em 15 de agosto. Nesta eleição, seis partidos lançaram candidatos à prefeitura abaetetubense.
|  | Nº | Candidato(a) a prefeito | Candidato(a) a prefeito                                    | Candidato(a) a vice-prefeito | Candidato(a) a vice-prefeito                           | Coligação | Duração da propaganda eleitoral |
|  | -- | ----------------------- | ---------------------------------------------------------- | ---------------------------- | ------------------------------------------------------ | --- | ------------------------------- |
|  | 15 |                         | Alcides Negrão (PMDB) Alcides Eufrásio da Conceição Negrão |                              | João Maria Rodrigues (PMDB) João Maria Silva Rodrigues | "Trabalhando com o povo" - Partido do Movimento Democrático Brasileiro (PMDB) - Partido Social Democrático (PSD) - Partido Republicano Brasileiro (PRB) - Partido Trabalhista Brasileiro (PTB) - Partido Republicano da Ordem Social (PROS) - Partido Ecológico Nacional (PEN) - Partido Social Liberal (PSL) - Partido da Mulher Brasileira (PMB) - Partido Trabalhista Cristão (PTC) | 3 minutos e 02 segundos         |
|  | 45 |                         | Elton Maués (PSDB) Elton Edinézio Maués da Silva           |                              | Iraci Júnior (PR) Iraci Ribeiro dos Santos Júnior      | "Coligação da Vontade Popular" - Partido da Social Democracia Brasileira (PSDB) - Partido da República (PR) - Partido Socialista Brasileiro (PSB) - Partido Democrático Trabalhista (PDT) - Solidariedade (SD) | 2 minutos e 31 segundos         |
|  | 25 |                         | Jairo Neri (DEM) Jairo de Jesus de Carvalho Neri           |                              | Sebastião Medeiros (DEM) Sebastião da Costa Medeiros   | Partido não coligado - Democratas (DEM) | 29 segundos                     |
|  | 18 |                         | José Miguel Rocha (REDE) José Miguel Silva da Rocha        |                              | Andrea Pacheco (PP) Andrea Conceição da Costa Pacheco  | "Fé, força e garra para mudar" - Rede Sustentabilidade (REDE) - Partido Progressista (PP) - Partido Trabalhista Nacional (PTN) - Partido Humanista da Solidariedade (PHS) - Partido Trabalhista do Brasil (PTdoB) - Partido Renovador Trabalhista Brasileiro (PRTB) | 56 segundos                     |
|  | 23 |                         | Pedro Henrique (PPS) Pedro Henrique Ribeiro Araújo         |                              | Fábio Santos (PSC) Fábio Luís dos Santos               | "Renovação com Competência" - Partido Popular Socialista (PPS) - Partido Social Cristão (PSC) - Partido Verde(PV) - Partido Social Democrata Cristão (PSDC) | 1 minuto e 10 segundos          |
|  | 13 |                         | Raí Moraes (PT) Manoel Raimundo Carvalho Moraes            |                              | Danilson Costa (PCdoB) Danilson Costa da Silva         | "Aliança com o povo" - Partido dos Trabalhadores (PT) - Partido Comunista do Brasil (PCdoB) | 1 minuto e 52 segundos          |

## Resultados

### Prefeito
| Candidato(a)             | Vice                        | 1º turno 2 de outubro de 2016 | 1º turno 2 de outubro de 2016 |
| Candidato(a)             | Vice                        | Total                         | Percentagem                   |
| ------------------------ | --------------------------- | ----------------------------- | ----------------------------- |
| Alcides Negrão (PMDB)    | João Maria Rodrigues (PMDB) | 25.735                        | 30,32%                        |
| Elton Maués (PSDB)       | Iraci Júnior (PR)           | 20.366                        | 23,99%                        |
| Raí Moraes (PT)          | Danilson Costa (PCdoB)      | 16.960                        | 19,98%                        |
| José Miguel Rocha (REDE) | Andrea Pacheco (PP)         | 11.821                        | 13,93%                        |
| Pedro Henrique (PPS)     | Fábio Santos (PSC)          | 7.929                         | 9,34%                         |
| Jairo Neri (DEM)         | Sebastião Medeiros (DEM)    | 2.073                         | 2,44%                         |
| Total de votos válidos   | Total de votos válidos      | 84.884                        | 95,44%                        |
| → Votos em branco        | → Votos em branco           | 1.177                         | 1,32%                         |
| → Votos nulos            | → Votos nulos               | 2.874                         | 3,23%                         |
| Total                    | Total                       | 88.935                        | 84,97%                        |
| Abstenções               | Abstenções                  | 15.730                        | 15,03%                        |
| Total de inscritos       | Total de inscritos          | 104.665                       | 100%                          |

| Partido | Partido | Candidato         | Votos  | Votos (%) |
| ------- | ------- | ----------------- | ------ | --------- |
|         | PMDB    | Alcides Negrão    | 25 735 | 30,32%    |
|         | PSDB    | Elton Maués       | 20 366 | 23,99%    |
|         | PT      | Raí Moraes        | 16 960 | 19,98%    |
|         | REDE    | José Miguel Rocha | 11 821 | 13,93%    |
|         | PPS     | Pedro Henrique    | 7 929  | 9,34%     |
|         | DEM     | Jairo Neri        | 2 073  | 2,44%     |
| Totais  | Totais  | Totais            | 84 884 |           |

### Vereadores
| Candidato(a)                | Nº    | Coligação                                       | Votação | Votação     |
| Candidato(a)                | Nº    | Coligação                                       | Total   | Porcentagem |
| --------------------------- | ----- | ----------------------------------------------- | ------- | ----------- |
| Fernandes Anselmo (PR)      | 22123 | PR                                              | 2.468   | 2,97%       |
| Edinício Gonçalves (PDT)    | 12345 | "Juntos por Abaetetuba" PSDB, PSB e PDT         | 2.430   | 2,92%       |
| Reginaldo Mota (PSD)        | 55222 | "Juntos pelo povo" PMDB e PSD                   | 2.247   | 2,70%       |
| Emerson Negrão (PSDB)       | 45123 | "Juntos por Abaetetuba" PSDB, PSB e PDT         | 2.180   | 2,62%       |
| Soterio Fagundes (PSDB)     | 45120 | "Juntos por Abaetetuba" PSDB, PSB e PDT         | 1.853   | 2,23%       |
| Ezequiel Rêgo (PV)          | 43555 | "Renovação com Competência" PPS, PSC, PV e PSDC | 1.834   | 2,20%       |
| Gilvaldo Quaresma (PV)      | 43456 | "Renovação com Competência" PPS, PSC, PV e PSDC | 1.716   | 2,06%       |
| Everson Carlos Silva (PDT)  | 12512 | "Juntos por Abaetetuba" PSDB, PSB e PDT         | 1.627   | 1,96%       |
| Joaquim Martins (PMDB)      | 15226 | "Juntos pelo povo" PMDB e PSD                   | 1.566   | 1,88%       |
| Edileuza Muniz (PT)         | 13222 | "Aliança com o povo" PT e PCdoB                 | 1.406   | 1,69%       |
| Márcio Barreto (PSD)        | 55123 | "Juntos pelo povo" PMDB e PSD                   | 1.406   | 1,69%       |
| Ademir Bitencourt (PSOL)    | 50456 | "Renovar para avançar" PSOL, REDE e PTdoB       | 1.378   | 1,66%       |
| Silvano Lobato (PSD)        | 55678 | "Juntos pelo povo" PMDB e PSD                   | 1.326   | 1,59%       |
| Josenildo Vilhena (PT)      | 13123 | "Aliança com o povo" PT e PCdoB                 | 1.319   | 1,59%       |
| Dilson Silva Vilhena (REDE) | 18001 | "Renovar para avançar" PSOL, REDE e PTdoB       | 1.205   | 1,45%       |